# Dactylopodia pontica
Dactylopodia pontica är en kräftdjursart som beskrevs av Apostolov 1968. Dactylopodia pontica ingår i släktet Dactylopodia och familjen Thalestridae. Inga underarter finns listade i Catalogue of Life.